# 馬自達靭
馬自達靭（日语：マツダ・靭〔しなり〕；Mazda Shinari）是一款由日本馬自達公司開發的概念車。

## 概要

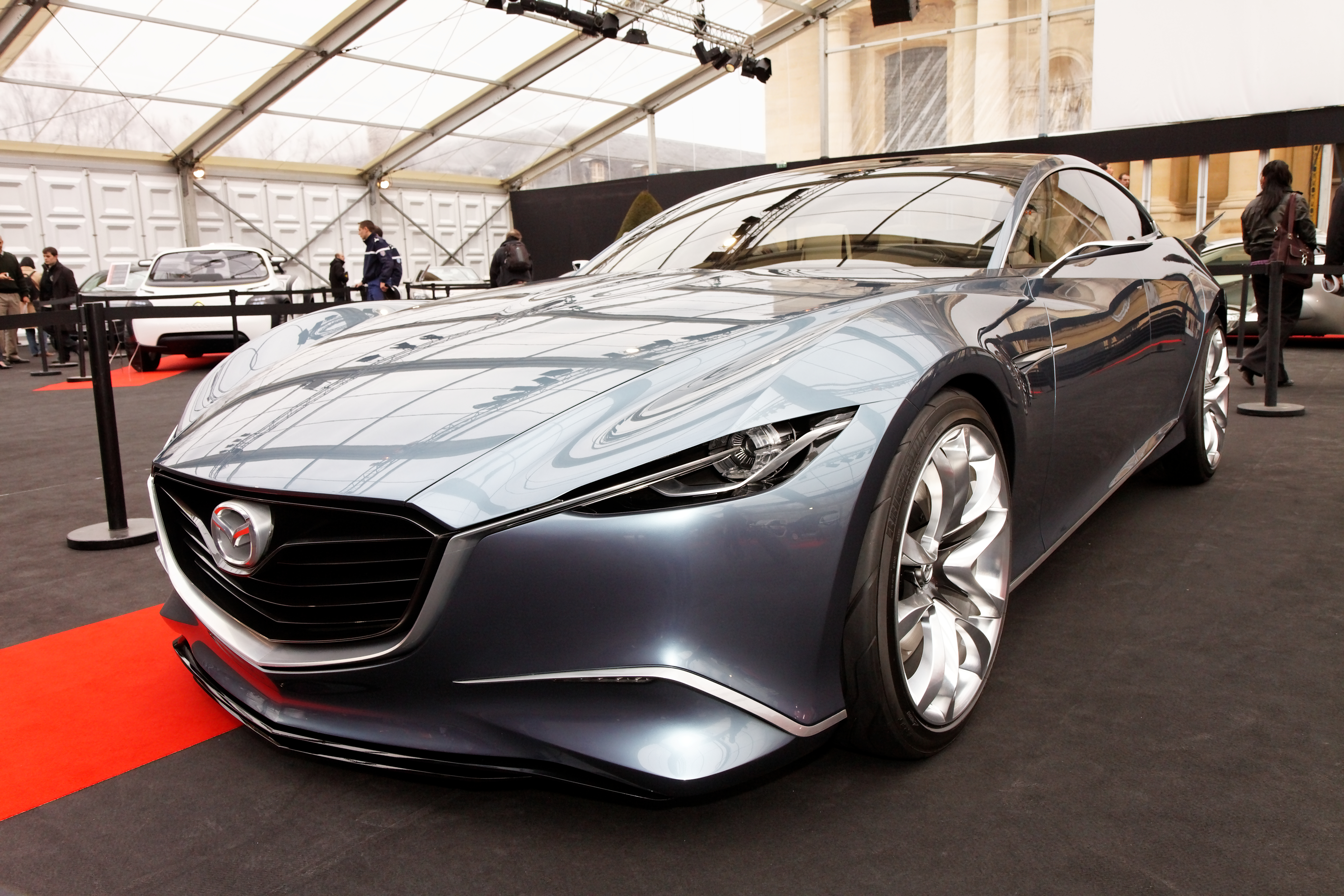
馬自達靭

該款車於2010年8月正式對外公開，由該公司設計師中牟田泰與石原智浩領軍之設計團隊負責設計開發。「靭」的意思是彈性，譬如鋼筋或竹條被扭曲時所蘊含的強大力量。因此其設計理念乃是將這種彈力化成孔武有力的線條，如銳利的鷹眼形頭燈、誇張的進氣格柵開口、高聳的前輪拱、翹高的車尾行李廂等。
由於馬自達自2010年起表示車型設計概念將改成「魂動 - Soul of Motion」，此款概念車乃是呼應新概念的第一彈。

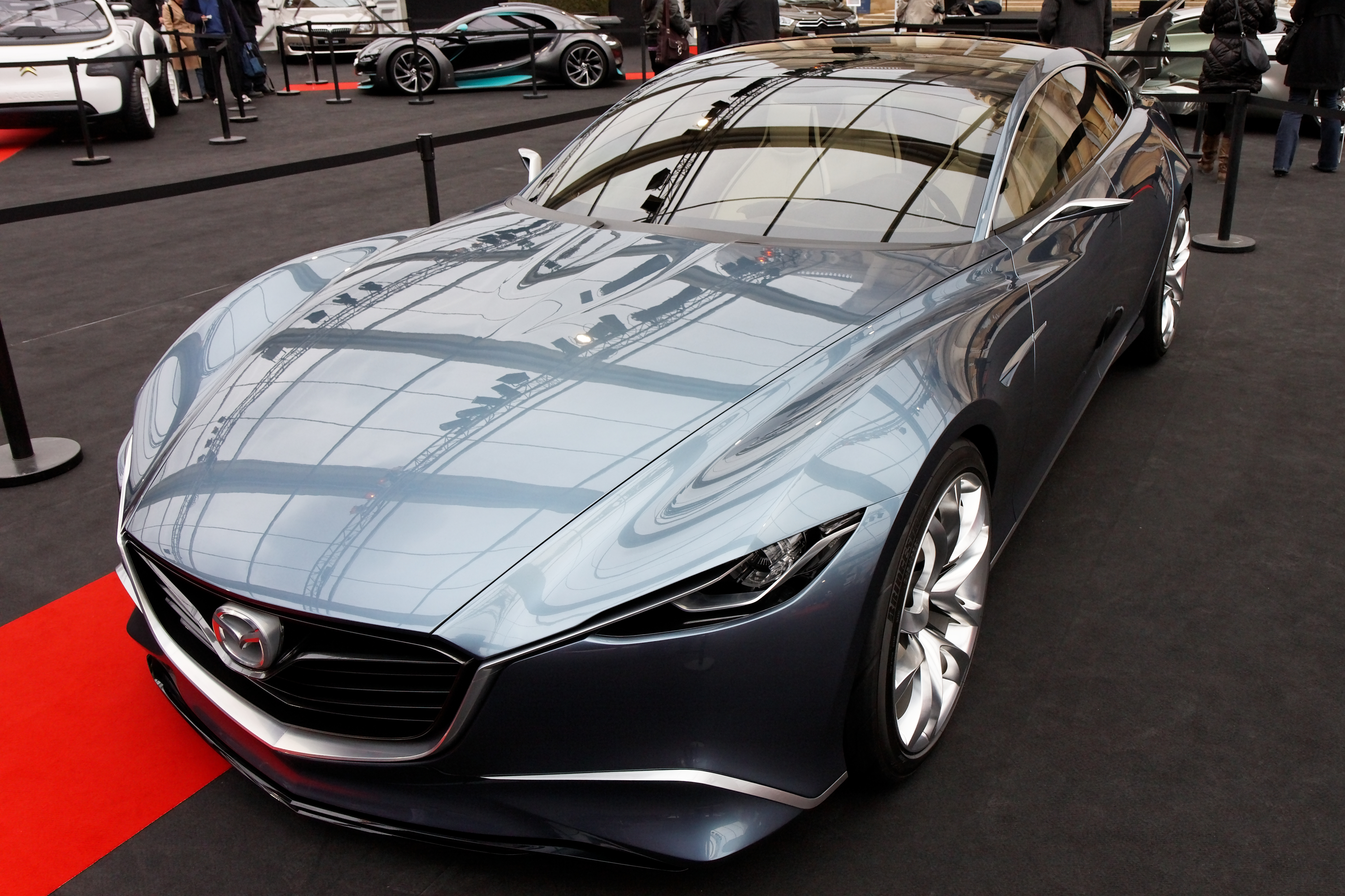
車頭
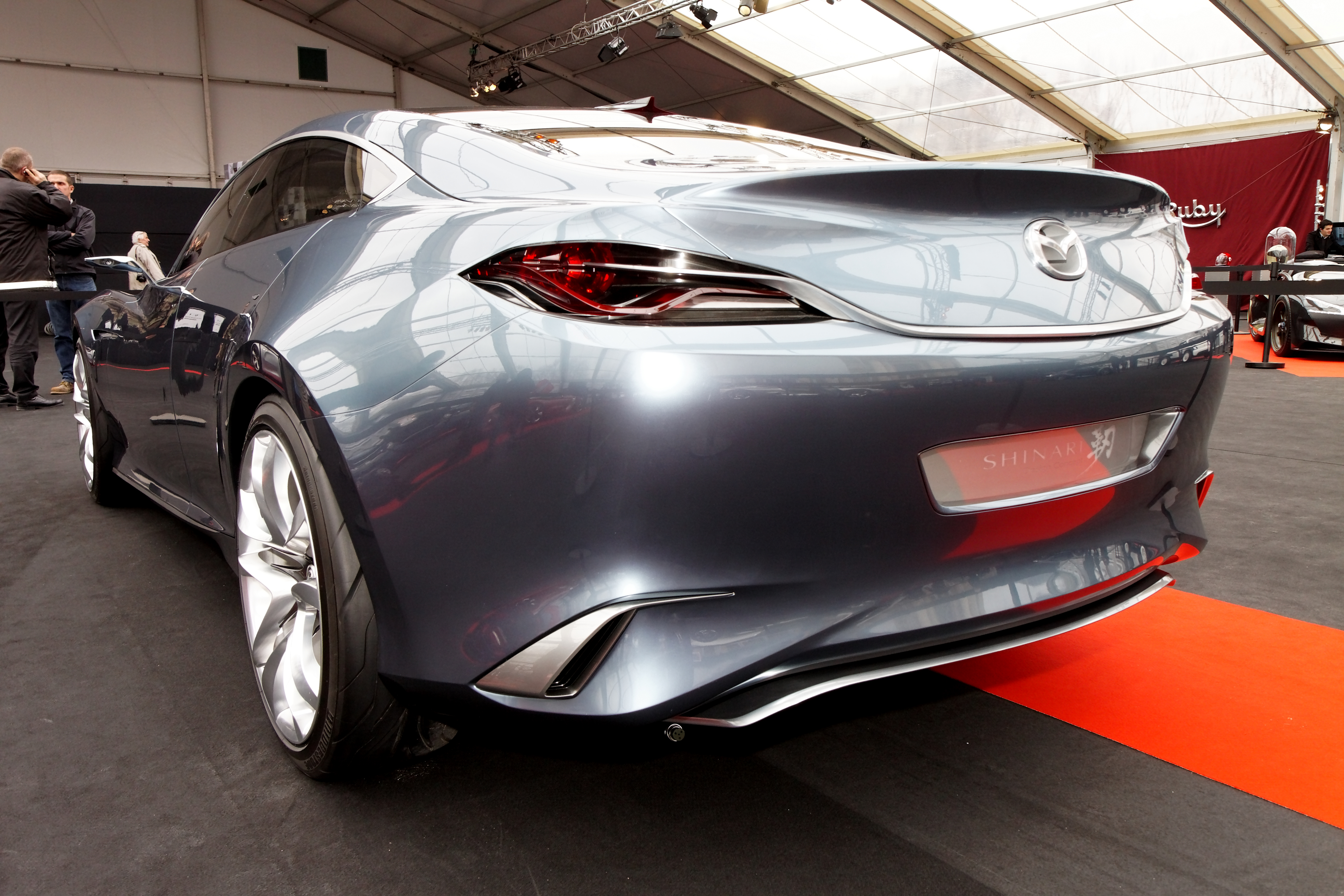
車尾
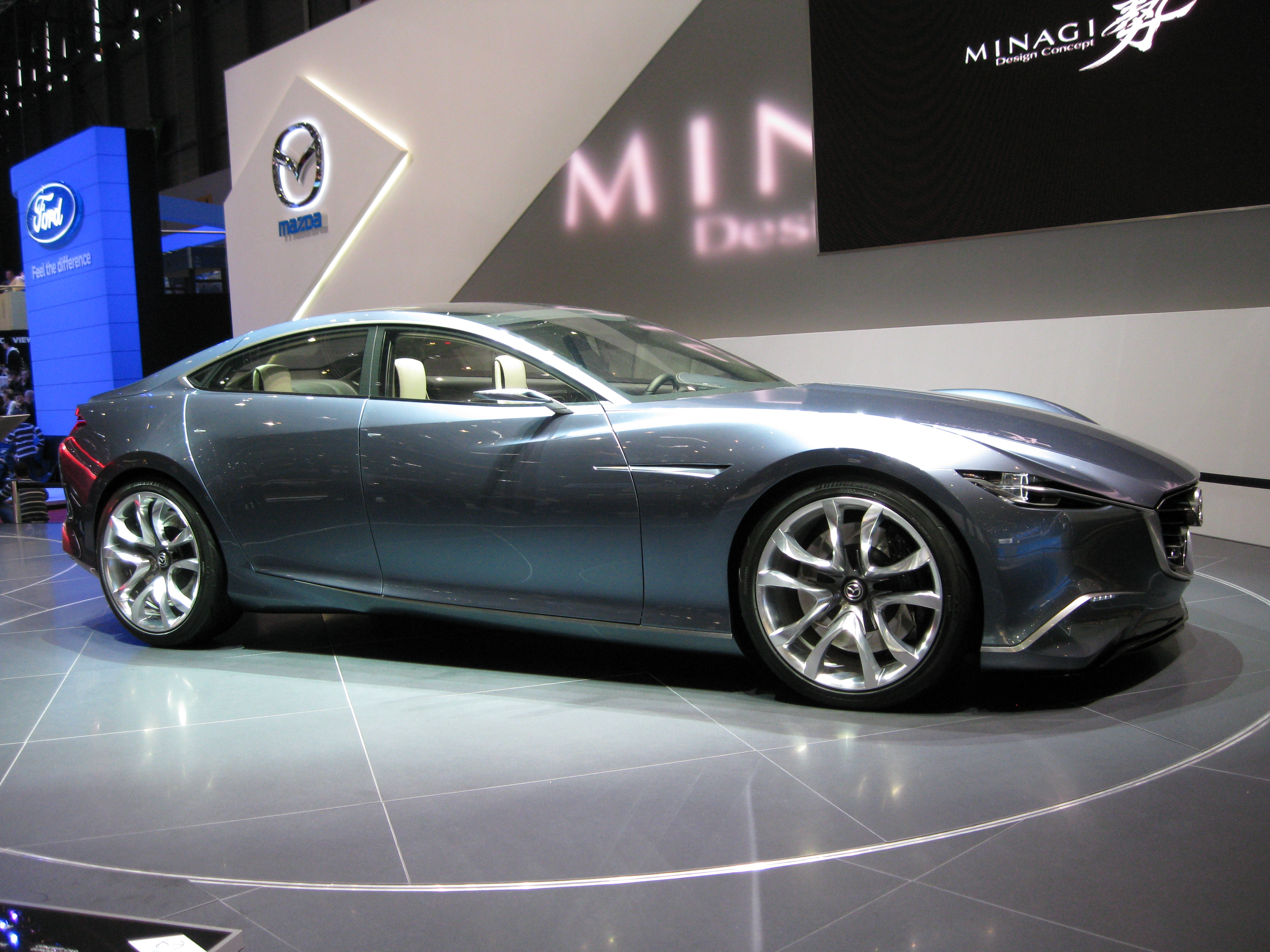
車側

## 外部連結
- （日語） 馬自達官方網站介紹
- 馬自達 Shinari 疑似將生產的RX9概念車 （页面存档备份，存于）
- （英文）Autoblog: Mazda Shinari Concept debuts new face of the brand in style （页面存档备份，存于）